# Hajiya Aisha Abubakar

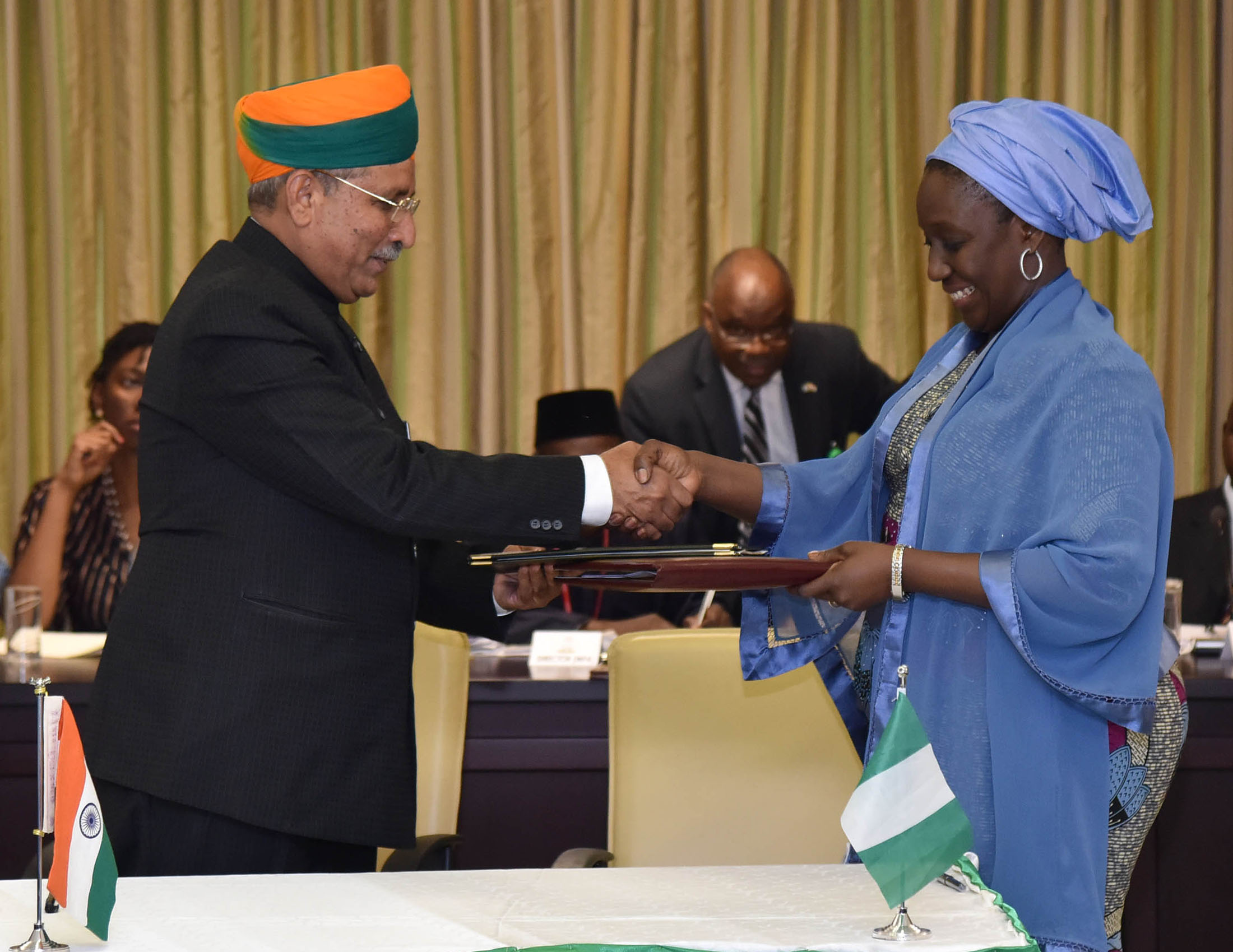
Aisha Abubakar mit dem indischen Politiker Arjun Ram Meghwal

Hajiya Aisha Abubakar (geboren am 20. Juli 1966 in Dongondaji, Sokoto) ist eine nigerianische Politikerin. Seit 2015 bekleidet sie das Amt der Ministerin für Wirtschaft, Handel und Investitionen.

## Leben und Bildung
Abubakar wurde in Dongondaji, Sokoto State, als Tochter des ehemaligen Finanzministers Alhaji Alhaji Abubakar geboren. Zwischen 1978 und 1984 besuchte sie das  Queens College in Lagos. Anschließend erhielt sie ihren Bachelor of Arts in Politik an der University of Warwick in Warwickshire, England. Ihren Master of Arts in Development Studies absolvierte sie 1991 an der University of Leeds in Leeds, England.

## Karriere und Politische Laufbahn
Zwischen 1993 und 1999 arbeitete Aisha Abubakar in der Afrikanischen Entwicklungsbank, als Senior Bilateral Co-peration Officer. Von 2010 bis 2013 arbeitete sie in der Abuja Enterprise Agency und erreicht hier die Position der Managerin Director. Seit November 2015 ist sie die nigerianische Ministerin für Wirtschaft, Handel und Investitionen. Abubakar hat sich vermehrt für die Stärkung der Rechte von Frauen eingesetzt.
Auf der Plattform thebusinessyear wird Aisha Abubakar als eine multidisziplinäre Fachkraft mit einem starken Hintergrund in den Bereichen KMU-Entwicklung, Mikrofinanz-Entwicklung, Programmentwicklung und Monitoring, Strategie, öffentliche Politik, Innovation, allgemeine Verwaltung und Personalmanagement sowie einer starken institutionellen Präsenz und Vernetzung beschrieben.